# Dictionnaire des Antiquités grecques et romaines
El Dictionnaire des Antiquités grecques et romaines (Diccionario de las Antigüedades griegas y romanas) de Charles Victor Daremberg  y Edmond Saglio es un diccionario francés publicado en 10 volúmenes entre 1877 y 1919 por la editorial Hachette. Su objetivo era competir directamente con los Altertumswissenschaft de las universidades alemanas, que eran las dueñas indiscutibles en dicho ámbito desde la década de 1810.
El título completo es Dictionnaire des antiquités grecques et romaines d'après les textes et les monuments contenant l'explication des termes qui se rapportent aux mœurs, aux institutions, à la religion, aux arts, aux sciences, au costume, au mobilier, à la guerre, à la marine, aux métiers, aux monnaies, poids et mesures, etc., etc., et en général à la vie publique et privée des anciens. Traducido sería: Diccionario de Antigüedades griegas y romanas según los textos y los monumentos que contienen la explicación de los términos relacionados con las costumbres, las instituciones, la religión, las artes, las ciencias, el vestido, el mobiliario, la guerra, la marina, los oficios, las monedas, los pesos y medidas, etc., etc., y en general la vida pública y privada de los antiguos.

## Una obra monumental
Según Élisabeth Deniaux, esta obra se ha quedado obsoleta en muchos temas, pero sigue rindiendo grandes servicios por su carácter documental.
Si podemos considerar cada artículo del Dictionnaire des Antiquités grecques et romaines como fuente útil, sobre todo por el gran dominio de las fuentes textuales de su(s) autor(es), su contenido debe ser criticado debido a los descubrimientos arqueológicos posteriores particularmente en el campo de la numismática o de la epigrafía. Además, las entradas problemáticas se han renovado en profundidad gracias a los aportes de la sociología y la antropología, disciplinas de las cuales los especialistas de la Antigüedad han integrado sus métodos.
Esta obra posee un incontestable valor y puede compararse con los otros grandes diccionarios de la Antigüedad que aparecieron en Europa en la misma época.

## Otras grandes obras sobre la Antigüedad
Los alemanes, a partir de 1839, editaron la Pauly-Wissowa, una enciclopedia monumental que consta de más de cien volúmenes: la Realencyclopädie der classischen Altertumswissenschaft. En Italia apareció a partir de 1885 el Dizionario epigrafico di antichità romane, de Ettore De Ruggiero. En esa misma época los anglosajones publicaron varios diccionarios concernientes al campo de la Antigüedad clásica, como el A Dictionary of Greek and Roman Antiquities.